# Belle Mentalité !
Pour les articles homonymes, voir mentalité.
Pour plus de détails, voir Fiche technique et Distribution.
Belle Mentalité ! est un film français réalisé par André Berthomieu, sorti en 1953.

## Synopsis
Un domestique peu stylé mais honnête entre au service d'un avocat parisien aux activités louches. Il s'occupe peu à peu des affaires de son patron et essaye de régler les problèmes à sa façon.

## Fiche technique
- Titre : Belle Mentalité !
- Réalisation : André Berthomieu, assisté de Pierre Granier-Deferre
- Scénario : André Berthomieu
- Décors : Raymond Nègre
- Photographie : Georges Million
- Montage : Louisette Hautecoeur
- Musique : Georges Van Parys
- Société de production : Bertho Films
- Pays de production :  France
- Format : Noir et blanc - 1,37:1 - 35 mm - Son mono
- Genre : Comédie
- Durée : 90 minutes
- Date de sortie : 
  - France : 15 mars 1953

## Distribution
- Jean Richard : Honoré Bonvalet
- Maurice Biraud
- Jean Martinelli : Jacques de Fleury
- Roger Pierre
- Jean-Marc Thibault : le journaliste
- Geneviève Morel : la cuisinière
- Élisa Lamothe : Loulou Regina
- Robert Rollis
- Max Desrau
- Paul Faivre
- Jeanne Fusier-Gir
- Harry-Max
- Claire Gérard
- Nono Zammit
- Charles Bouillaud